# شهرستان برانسویک (کارولینای شمالی)
شهرستان برانسویک، کارولینای شمالی (به انگلیسی: Brunswick County, North Carolina) یک سکونتگاه مسکونی در ایالات متحده آمریکا است که در کارولینای شمالی واقع شده‌است.

## خصوصیات
شهرستان برانسویک ۲٬۷۱۹٫۵ کیلومترمربع مساحت دارد.